# Режекторний фільтр

Схема режекторного фільтру

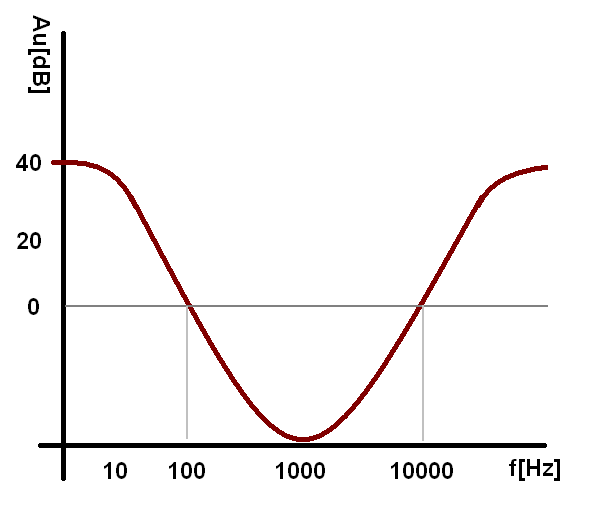
АЧХ режекторного фільтру

Реже́кторний фільтр — електронний фільтр, що не пропускає сигнали (коливання) з частотами з певного визначеного діапазону і пропускає сигнали з усіма іншими частотами (які в цей діапазон не потрапляють).
Використовуються режекторні фільтри, зокрема, для боротьби з побічними випромінюваннями, які можуть впливати на роботу приладів. Так в електрокардіографах використовується режекторний фільтр на 50 Гц (60 Гц), який усуває випромінювання електромережі.
У телебаченні фільтри використовуються для придушення тих частот, які при високочастотній корекцій досягають максимальних значень (жовтий і блакитний кольори).